# 다카타정 (후쿠오카현)
다카타정(高田町)은 후쿠오카현 미이케군에 있던 정이다. 2010년 1월 1일에 마에바루시, 니조정, 야마카와정과 합병에 의해 소멸하였다.

## 지리
정의 서쪽, 야베강이 야나가와시와 경계를 이루며 아리아케해로 흘러들어가고, 북부는 이이가와강으로 세타카정과 인접, 서남부는 아리아케해에 면한 간척지, 동부는 산지, 남부는 산을 사이에 두고 오무타시와 접해 있다.
후쿠오카시에서 남쪽으로 약 55km, 철도로는 특급열차와 일반열차를 갈아타고 JR로 약 50분, 서일본 철도로 약 65분 거리이다.

## 역사
- 1931년 10월 1일 - 에노우라촌, 후타가와촌, 이와타촌이 합병해, 다카타촌이 성립하였다.
- 1942년 4월 10일 - 하에촌, 히라키촌을 편입하였다.
- 1958년 8월 1일 - 정으로 승격해 다카타정이 되었다.
- 2007년 1월 29일 - 구 야마토군의 세타카정, 야마카와정과 합병해 미야마시가 되었다.

## 교통

### 철도
- 규슈 여객철도 가고시마 본선
- 니시닛폰 철도 덴진오무타 선

### 도로
- 규슈 자동차도
- 국도 208호선
- 국도 209호선

### 전화번호
- 지역번호 : 0944(세타카 MA)